# NGC 1381
NGC 1381 ist eine linsenförmige Galaxie  vom Hubble-Typ S0 im Sternbild Fornax am Südsternhimmel. Sie ist schätzungsweise 71 Millionen Lichtjahre von der Milchstraße entfernt und hat einen Durchmesser von etwa 55.000 Lichtjahren. Unter der Katalogbezeichnung FCC 170 ist sie als Mitglied des Fornax-Galaxienhaufens gelistet.

Im selben Himmelsareal befinden sich u. a. die Galaxien NGC 1375, NGC 1379, NGC 1382, NGC 1387.
Am 27. März 2022 wurde eine Typ-Ia-Supernova in NGC 1381 entdeckt (SN 2022ffv), die am 19. April 2022 eine scheinbare Helligkeit von 13,8 mag erreichte.
Das Objekt wurde am 19. Januar 1865 von Julius Schmidt entdeckt.